# Marek Matějovský
Marek Matějovský (n. 20 decembrie 1981, Stará Boleslav⁠(d), Boemia Centrală, Cehia) este un fotbalist ceh care joacă pentru FK Mladá Boleslav pe postul de mijlocaș central.

## Cariera pe echipe

### Primii ani
Matějovský și-a început cariera de fotbalist la vârsta de cinci ani la Slavoj Stará Boleslav, ajungând la Alfa Brandýs nad Labem la vârsta de 13 ani. După ce a împlinit 18 ani, a semnat primul contract de jucător profesionist pentru echipa Mladá Boleslav în sezonul 1999-2000, care juca în a doua ligă cehă.

### Reading
Meciurile bune făcute de Matějovský în Cehia au atras atenția unor cluburi mari din Europa, fiind dorit de Liverpool, Hamburg și Steaua București. Pe 7 ianuarie 2008 s-a anunțat faptul că Reading l-a transferat pe Matějovský pentru o sumă care nu a fost făcută publică, considerată a fi de aproximativ 1,42 milioane de lire sterline, cu jucătorul semnând un contract pe trei ani.
Nick Hammond a declarat că „Marek este în primul rând un mijlocaș central, dar este capabil să joace atât în bandă, cât și în spatele atacanților - el este un jucător pe care l-am urmărit de ceva timp și când am avut ocazia, i-am făcut o ofertă care era prea bună pentru a o putea refuza.” Brian McDermott l-a urmărit timp de aproape 18 luni și l-a văzut jucând de mai multe ori. El a declarat: „Este căpitanul clubului său și a jucat în toate meciurile din ultimii trei ani, lipsind doar din cele în care a fost suspendat.”
El a debutat pentru Reading pe 19 ianuarie într-o înfrângere cu 2-0 acasă la Manchester United, intrând în minutul 80 în locul lui Bobby Convey. Primul său meci ca titular pentru Reading a fost cel din înfrângerea cu 2-0 cu Bolton Wanderers de pe 2 februarie. Matějovský a marcat primul său gol pentru Reading la 15 martie, cu un șut de la 18 metri într-o înfrângere cu Liverpool, scor 2-1. Două săptămâni mai târziu, a fost eliminat într-o remiză fără goluri împotriva lui Blackburn Rovers la stadionul Madejski. El a strâns 15 meciuri în primul său sezon, care s-a încheiat cu retrogradarea în Championship.

### Sparta Praga
Matějovský s-a întors în Cehia în 2010, la Sparta Praga și a fost anunțat ca noul căpitan al clubului înaintea Ligii Gambrinus 2011-2012, preluând banderola de la Tomáš Řepka.

## Cariera internațională

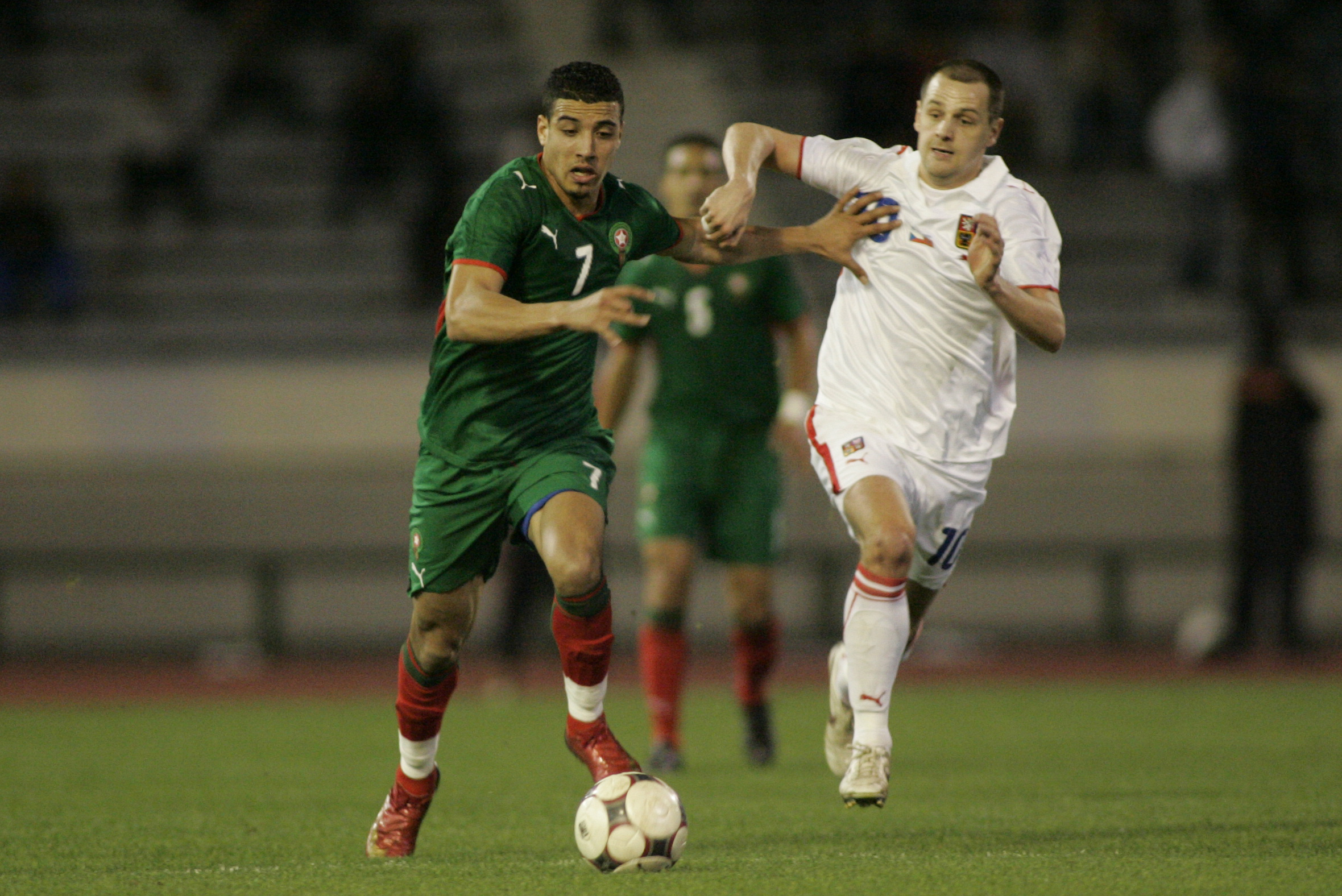
Matějovský provocându-l pe Nabil Dirar din Maroc în februarie 2009

Matějovský a strâns 15 selecții la echipa națională de fotbal a Cehiei. Karel Brückner l-a chemat pentru prima dată la națională pentru a-l înlocui pe David Jarolím, care s-a accidentat, pentru meciul de calificare la Euro 2008 din Cehia împotriva Țării Galilor la 2 septembrie 2006, dar a trebuit să aștepte până pe 7 februarie 2007 pentru a-și face debutul la națională, intrând în minutul 70 într-un amical cu Belgia în locul lui Tomáš Galásek și dând o pasă de gol la al doilea gol într-o victorie cu 2-0.
El a marcat singurul său gol la națională în victoria cu 3-0 a Cehiei jucată împotriva Germaniei la München, dând și o bară, într-un meci contând pentru calificările la Euro 2008. A jucat în al doilea și în al treilea meci la Euro 2008, dar a lipsit din meciul împotriva Turciei din cauza unei accidentări.

## Viata personala
Matějovský s-a căsătorit în vara anului 2007. În afară de fotbal, el joacă hochei pe gheață.